# Sir (titel)
Sir (av latinets senior, 'äldre herre') är en engelskspråkig brittisk manlig titel för: 
- en Knight Bachelor;
- innehavare av ett baronettskap;
- innehavaren av högre grader i vissa ordnar.

Den kvinnliga motsvarigheten är dame.
Sir används också som allmänt tilltalsord ("min herre, herrn"), särskilt till överordnade, som lärare eller befäl, även i USA. Den kvinnliga motsvarigheten är då madam eller ma'am.
Fram till 1600-talet var sir också det allmänna tilltalet för präster; man använde då formen sir + förnamnet. I modern isländska finns titeln séra, från sire, vilken används som hederstitel för prästvigda personer: séra Jón.